# Біллі Гіббонс
Вільям Фредерік Гіббонс (англ. William Frederick Gibbons, 16 грудня 1949) — американський рок-музикант, найбільш відомий як гітарист і основний вокаліст ZZ Top. Почав свою кар'єру в Moving Sidewalks, який записав Flash (1969) і відкрив чотири побачення для Jimi Hendrix Experience. Гіббонс заснував ZZ Top наприкінці 1969 року та випустив ZZ Top’s First Album на початку 1971 року. Останніми роками також веде сольну кар’єру, починаючи зі свого першого альбому Perfectamundo (2015).
Гіббонс виступав з іншими артистами та знімався в телевізійних шоу, особливо в повторюваній ролі батька рок-зірки Анджели в серіалі «Кістки». У 2001 році Rolling Stone назвав його 32-м найкращим гітаристом усіх часів.

## Молодість
Гіббонс народився в родині Фредеріка Рояла («Фредді») і Лоррейн (уроджена Даффі) Гіббонсів у районі Танглвуд у Х'юстоні, штат Техас. Його батько був артистом, диригентом оркестру та концертуючим піаністом, який працював разом зі своїм двоюрідним братом, художнім керівником Седріком Гіббонсом, для Семюеля Голдвіна в Metro-Goldwyn-Mayer Studios. Коли Гіббонсу було п'ять років, мати відвела його з сестрою до Елвіса Преслі. У сім років батько Гіббонса повів його на сесію звукозапису Бі Бі Кінга. Гіббонс спочатку був перкусіоністом, але його батько відправив його до Нью-Йорка навчатися у Тіто Пуенте. У 1962 році Гіббонс отримав свою першу електрогітару після свого 13-річчя, Sunburst Gibson Melody Maker у супроводі підсилювача Fender Champ, і на нього вплинули такі гітаристи, як Джиммі Рід.